# Thomas Mordant
Thomas Mordant est un mathématicien français spécialisé en géométrie algébrique. Né le 23 octobre 1998, il est porteur d’une forme sévère d’ostéogenèse imparfaite (maladie des os de verre).

## Jeunesse et études
Thomas Mordant naît le 23 novembre 1998 à Caen, de deux parents polytechniciens. Il a un jeune frère, qui deviendra également polytechnicien.
Après l’âge de six mois, il est diagnostiqué porteur d’une ostéogenèse imparfaite, ou maladie des os de verre, sous une forme sévère. Cette maladie, d’origine génétique, le prive de toute mobilité et lui rend progressivement impossibles certains gestes simples, tels qu’écrire ou s’alimenter. Il est donc contraint de se déplacer dans un fauteuil médicalisé, le plus souvent en position allongée,, et subit régulièrement de multiples fractures.
Thomas Mordant fait preuve de capacités intellectuelles exceptionnelles : il apprend seul à lire vers l’âge de trois ans, et est repéré par ses instituteurs comme ayant des capacités hors-norme en mathématiques à l’âge de neuf ans. Il saute le CM2, la cinquième puis la seconde,,, et obtient son baccalauréat scientifique à l’âge de quatorze ans avec près de 19 de moyenne. Il intègre ensuite une classe préparatoire aux grandes écoles au lycée Hoche.
En 2015, âgé de 16 ans, Thomas Mordant intègre l’École normale supérieure (ÉNS) de la rue d’Ulm en mathématiques,,, classé 22e sur 40 places ouvertes. Il ne passe pas d’autre concours ; en particulier, il ne peut pas présenter celui de l’École polytechnique, n’étant pas apte militairement.

## Recherche
À l’issue de sa scolarité à l’ÉNS, Thomas Mordant prépare une thèse de mathématiques à l’université Paris-Saclay sous la direction de Jean-Benoît Bost. Sa recherche porte sur la théorie des hauteurs en géométrie algébrique. Il soutient sa thèse en 2023.
En 2024, il est chercheur postdoctoral à l’institut de mathématique d’Orsay. Il poursuit une activité d’enseignement dans le supérieur.

## Expérience du handicap
Au cours de sa scolarité, Thomas Mordant est dans l’obligation de suivre une scolarité adaptée en raison de son handicap : à partir du CE2, il ne peut aller en cours qu’à temps partiel et, ne pouvant pas écrire, il a besoin d’être accompagné par un auxiliaire de vie scolaire pouvant écrire des formules mathématiques sous sa dictée. Il parvient à effectuer l’ensemble de sa scolarité en milieu ordinaire mais est confronté à l’insuffisante inclusivité du système scolaire français. Sa mère, Isabelle Mordant, fait état de lourdes démarches pour permettre à son fils de rester scolarisé, voire de « maltraitance habituelle » de l’administration. Elle cesse de travailler pour accompagner son fils à plein temps et, en particulier, prendre des notes pour lui en cours,. Les difficultés administratives auxquelles il est confronté s’atténuent cependant à mesure qu’il avance dans sa scolarité et est reconnu comme un élève brillant au cours de ses études,.
En 2019, Isabelle Mordant publie un essai intitulé Mystère de la fragilité, dans lequel elle relate l’histoire de son fils jusqu’à son entrée dans l’enseignement supérieur et témoigne de son expérience de mère,. L’ouvrage est préfacé par Cédric Villani.